# Gangtang Co
Gangtang Co (kinesiska: Gangtang Cuo, 冈塘错) är en sjö i Kina. Den ligger i den autonoma regionen Tibet, i den sydvästra delen av landet, omkring 580 kilometer nordväst om regionhuvudstaden Lhasa. Trakten runt Gangtang Co består i huvudsak av gräsmarker.
Genomsnittlig årsnederbörd är 240 millimeter. Den regnigaste månaden är augusti, med i genomsnitt 70 mm nederbörd, och den torraste är december, med 3 mm nederbörd.